# Sandro Schärer
Sandro Schärer (Büttikon, 6 juni 1988) is een Zwitsers voetbalscheidsrechter. Hij is in dienst van FIFA en UEFA sinds 2015. Ook leidt hij sinds 2013 wedstrijden in de Super League.
Op 1 december 2013 leidde Schärer zijn eerste wedstrijd in de Zwitserse nationale competitie. Tijdens het duel tussen FC Lausanne-Sport en FC Thun (0–2 voor de bezoekers) trok de leidsman vijfmaal de gele kaart. In Europees verband debuteerde hij op 9 juli 2015 tijdens een wedstrijd tussen IF Elfsborg en FC Lahti in de voorronde van de UEFA Europa League; het eindigde in 5–0 en Schärer trok tweemaal een gele kaart. Zijn eerste interland floot hij op 31 mei 2017, toen Italië met 8–0 won van San Marino. Gianluca Lapadula (driemaal), Gian Marco Ferrari, Andrea Petagna, Mattia Caldara en Matteo Politano scoorden allen, terwijl Giovanni Bonini nog een eigen doelpunt maakte. Tijdens deze wedstrijd hield Schärer zijn kaarten op zak.
In april 2024 werd hij gekozen als een van de scheidsrechters die actief zouden zijn op het EK 2024 in Duitsland. Op het toernooi floot hij twee groepswedstrijden.

## Interlands
| Datum             | Plaats                          | Wedstrijd                         | Uitslag            | Competitie             | Kreeg geel | Kreeg voor de tweede keer geel en dus rood | Weggestuurd |
| ----------------- | ------------------------------- | --------------------------------- | ------------------ | ---------------------- | ---------- | ------------------------------------------ | ----------- |
| 31 mei 2017       | Empoli, Italië                  | Italië – San Marino               | 8 – 0              | Vriendschappelijk      | 0          | 0                                          | 0           |
| 5 juni 2017       | Brussel, België                 | België – Tsjechië                 | 2 – 1              | Vriendschappelijk      | 1          | 0                                          | 0           |
| 5 oktober 2017    | Ploiești, Roemenië              | Roemenië – Kazachstan             | 3 – 1              | WK 2018 kwalificatie   | 7          | 0                                          | 0           |
| 28 mei 2018       | Sankt Gallen, Zwitserland       | Italië - Saoedi-Arabië            | 2 – 1              | Vriendschappelijk      | 0          | 0                                          | 0           |
| 31 mei 2018       | Lancy, Zwitserland              | Marokko - Oekraïne                | 0 – 0              | Vriendschappelijk      | 3          | 0                                          | 0           |
| 8 september 2018  | Minsk, Wit-Rusland              | Wit-Rusland – San Marino          | 5 – 0              | Nations League 2018/19 | 6          | 0                                          | 0           |
| 15 november 2018  | Leipzig, Duitsland              | Duitsland – Rusland               | 3 – 0              | Vriendschappelijk      | 1          | 0                                          | 0           |
| 22 maart 2019     | Andorra la Vella, Andorra       | Andorra – IJsland                 | 0 – 2              | EK 2020 kwalificatie   | 4          | 0                                          | 0           |
| 9 september 2019  | Bakoe, Azerbeidzjan             | Azerbeidzjan – Kroatië            | 1 – 1              | EK 2020 kwalificatie   | 6          | 0                                          | 0           |
| 15 november 2019  | Sarajevo, Bosnië en Herzegovina | Bosnië en Herzegovina – Italië    | 0 – 3              | EK 2020 kwalificatie   | 3          | 0                                          | 0           |
| 5 september 2020  | Kopenhagen, Denemarken          | Denemarken – België               | 0 – 2              | Nations League 2020/21 | 3          | 0                                          | 0           |
| 11 oktober 2020   | Belgrado, Servië                | Servië – Hongarije                | 0 – 1              | Nations League 2020/21 | 7          | 0                                          | 0           |
| 18 november 2020  | Belfast, Noord-Ierland          | Noord-Ierland – Roemenië          | 1 – 1              | Nations League 2020/21 | 0          | 0                                          | 0           |
| 1 september 2021  | Strasbourg, Frankrijk           | Frankrijk – Bosnië en Herzegovina | 1 – 1              | WK 2022 kwalificatie   | 2          | 0                                          | 1           |
| 11 oktober 2021   | Tallinn, Estland                | Estland – Wales                   | 0 – 1              | WK 2022 kwalificatie   | 7          | 0                                          | 0           |
| 29 maart 2022     | Villeneuve-d'Ascq, Frankrijk    | Frankrijk – Zuid-Afrika           | 1 – 1              | Vriendschappelijk      | 3          | 0                                          | 1           |
| 7 juni 2022       | Cesena, Italië                  | Italië – Hongarije                | 2 – 1              | Nations League 2022/23 | 3          | 0                                          | 0           |
| 24 september 2022 | Glasgow, Schotland              | Schotland – Ierland               | 2 – 1              | Nations League 2022/23 | 8          | 0                                          | 0           |
| 28 maart 2023     | Glasgow, Schotland              | Schotland – Spanje                | 2 – 0              | EK 2024 kwalificatie   | 6          | 0                                          | 0           |
| 20 november 2023  | Olomouc, Tsjechië               | Tsjechië – Moldavië               | 3 – 0              | EK 2024 kwalificatie   | 6          | 1                                          | 0           |
| 16 juni 2024      | Stuttgart, Duitsland            | Slovenië – Denemarken             | 1 – 1              | EK 2024                | 3          | 0                                          | 0           |
| 26 juni 2024      | Gelsenkirchen, Duitsland        | Georgië – Portugal                | 2 – 0              | EK 2024                | 4          | 0                                          | 0           |
| 6 september 2024  | Parijs, Frankrijk               | Frankrijk – Italië                | 1 – 3              | Nations League 2024/25 | 1          | 0                                          | 0           |
| 16 november 2024  | Tirana, Albanië                 | Albanië – Tsjechië                | 0 – 0              | Nations League 2024/25 | 3          | 0                                          | 0           |
| 20 maart 2025     | Murcia, Spanje                  | Oekraïne – België                 | 3 – 1              | Nations League 2024/25 | 1          | 0                                          | 0           |
| 8 juni 2025       | München, Duitsland              | Portugal – Spanje                 | 2 – 2 (5 – 3 n.s.) | Nations League 2024/25 | 4          | 0                                          | 0           |

Laatst bijgewerkt op 10 juni 2025.